# Биляна Гарванлиева
Биляна Гарванлиева (на македонска литературна норма: Билјана Гарванлиева) е режисьорка от Република Македония.

## Биография
Родена е в 1973 година в Струмица. Сестра е на певеца Васил Гарванлиев. Завършва драматургия във Факултета за драматично изкуство на Скопския университет, а в 1990 година със стипендия от германската държава прави следдипломна специализация в Свободния университет в Берлин. Остава в Берлин, където работи като независим филмов автор. Авторка е на документалните филми „Девојчето со хармоника“, „Девојчето што бере тутун“ за юруците в Република Македония и „Шивачки“, приказка за три жени, които работят като шивачки за чуждестранни фирми в Щип. В 2010 година „Шивачки“ печели главната награда „Сърце на Сараево“ на Сараевския фестивал. Нейните филми печелят награди по световните фестивали. Гарванлиева е авторка и на сценария на „Златната петорка“, долгометражен игрален филм, дебют на Горан Тренчовски.
Умира на 10 септември 2016 година в Берлин след дълго боледуване.